# Casa consistorial de Camañas
La casa consistorial de Camañas és un edifici situat a la localitat de Camañas (Espanya), seu el municipi homònim des de 1834, quan va passar a ser un municipi independent.
L'edifici, situat a la plaça de la Constitució, la principal de la localitat, compta amb dues altures, amb una llotja de tres arcs que se sustenten sobre dues columnes de base octogonal. A la part de davant hi ha un banc corregut. Té un rellotge de sol de 1914 a la façana. L'edifici va ser restaurat a la fi del segle xx.